# Левино (Большесельский район)
Левино — деревня в Вареговском сельском поселении Большесельского района Ярославской области.

## Население
| 2007 | 2010 |
| ---- | ---- |
| 0    | →0   |

По данным статистического сборника «Сельские населённые пункты Ярославской области на 1 января 2007 года», в деревне Левино не числится постоянных жителей.